# Kuća Kallina u Zagrebu
Kuća Kallina je znamenita secesijska zgrada na jugozapadnom uglu Masarykove i Gundulićeve ulice u Zagrebu. Sagrađena je 1903. – 1904. kao stambena zgrada za bogatog industrijalca Josipa Kallinu koji je bio vlasnik i direktor tvornice keramike.
Kuću je sagradio zagrebački arhitekt Vjekoslav Bastl u sklopu arhitektonskog biroa Hönigsberg & Deutsch, a smatra se jednim od najvažnijih ostvarenja secesijske arhitekture u srednjoj Europi. Bastl je studirao na Akademie der Bildenden Künste u Beču, pod austrijskim arhitektom Ottom Wagnerom, jednim od osnivača i najvažnijih predstavnika bečke secesije.
Trokatna kuća je uglovnica s balkonima na uglu, a ističe se naročito vrijednim pročeljem obloženim višebojnim keramičkim pločicama u pretežno plavoj i žutoj boji (inspiriranim Wagnerovom Majolika Haus u Beču iz 1898.). Na uglovnom dijelu bogati su florealni ukrasi, dok je u zoni prvoga kata pločicama izvedeni motiv šišmiša, po kojem je ova kuća i poznata u popularnoj kulturi (svi ukrasni elementi prikazuju odlike Art Nouveau stila). Jedan od razloga za oblaganje keramičkim pločicama bila je i promidžba Kallininog poduzeća, čime je kuća pretvorena u golemu reklamu. Sve etaže su stambene, uz iznimku prizemlja kojemu je na ovoj lokaciji logično pripala poslovna namjena (trgovine).
Znamenito žuto-plavo pročelje zgrade je 2011. obnovljeno pod vodstvom Gradskog zavoda za zaštitu spomenika kulture. Prva obnove kuće bila je neposredno prije Drugog svjetskog rata kada su uklonjeni dvometarski kapiteli. Kapiteli su vraćeni, a ponovo su napravljeni i stakleni podovi na balkonima. Bastl je ostavio velik trag na arhitektonskoj baštini Zagreba. Njegova su ostvarenja zgrade Trgovačko obrtničke komore na Trgu Republike Hrvatske, Etnografski muzej na Mažuranićevu trgu, Ljekarna Pečić u Ilici 43, trgovačko-stambena zgrada Eugena Rada na Trgu bana Jelačića te zgrada Eugena Fellera, poznata i kao Elsa-Fluid dom u Jurišićevoj ulici.

## Zaštita
Zgrada je zaštićeno kulturno dobro.